# Megacyllene amazonica
Megacyllene amazonica là một loài bọ cánh cứng trong họ Cerambycidae.